# Poggiodomo
Poggiodomo é uma comuna italiana da região da Úmbria, província de Perúgia, com cerca de 172 habitantes. Estende-se por uma área de 40 km², tendo uma densidade populacional de 4 hab/km². Faz fronteira com Cássia, Cerreto di Spoleto, Monteleone di Spoleto, Sant'Anatolia di Narco, Vallo di Nera.

## Demografia
| Variação demográfica do município entre 1861 e 2011                               |
|                                                                                   |
| Fonte: Istituto Nazionale di Statistica (ISTAT) - Elaboração gráfica da Wikipedia |